# テンプロ・マヨール
座標: 北緯19度26分06秒 西経99度07分53秒 / 北緯19.43500度 西経99.13139度

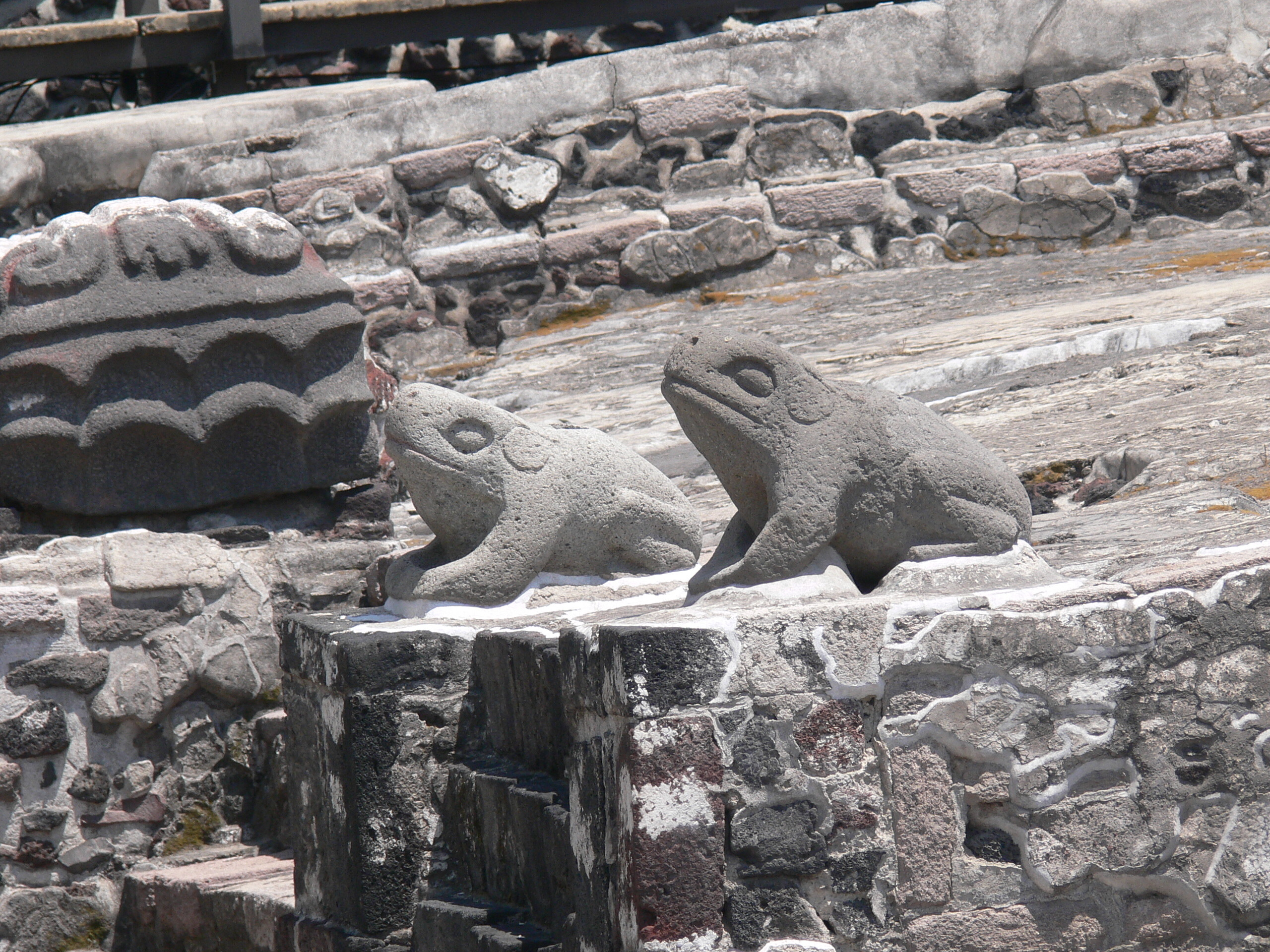
カエルの像

テンプロ・マヨール（スペイン語: Templo Mayor）とは、アステカの中心都市テノチティトラン（今のメキシコシティ）の中心にあった巨大な神殿。テノチティトランはスペイン人によって16世紀に破壊され、その上にメキシコシティの町が建てられたが、1978年以降に大規模な発掘が行われ、その構造や建築過程が明らかになった。大量の遺物が発見され、アステカ文明に関する知識が大幅に進歩した。今ではテンプロ・マヨールはアステカの偉大さを象徴する建造物になっている。
世界遺産「メキシコシティ歴史地区とソチミルコ」の一部をなす。

## 概要

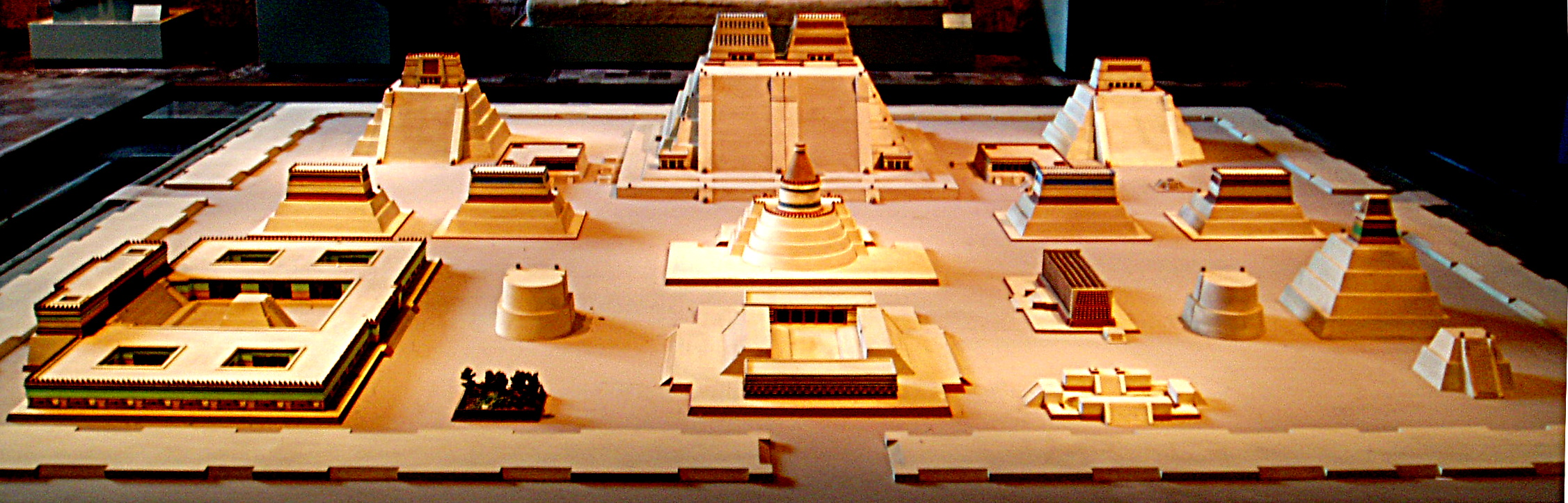
テノチティトランのミニチュア。中央奥がテンプロ・マヨール

テンプロ・マヨールとはスペイン語で「主神殿」「大神殿」を意味する語であり、ナワトル語ではウェイテオカリ(Huēyteocalli)、すなわち「大きな神の家」と呼ぶ。
テノチティトランの中心部には壁で囲まれた25ヘクタールほどの聖域があった。この聖域には78ほどの建物があった。テンプロ・マヨールはその中心的な建物であった。
テンプロ・マヨールの階段ピラミッドは西を向いて建てられており、その上に軍神でメシカの守護神でもあるウィツィロポチトリ（南）と、アステカ以前から信仰されている雨と豊穣の神トラロック（北）のそれぞれを祀る2つの神殿が並んでいる。正面の階段も2つあった。アメリカ合衆国の人類学者アンソニー・アヴェニによると、テンプロ・マヨールは真西から7度南を向いて建てられており、春分に2つの神殿の間から太陽が昇るように設計されているという。
伝説ではウィツィロポチトリはコアテペク（蛇の山）で姉のコヨルシャウキと戦って勝ったとされており、またトラロックは人間に与える種と水をトナカテペトルという山に保存しているとされる。ピラミッドはこの2つの山を象徴している。
テンプロ・マヨールは1390年ごろからスペインに滅ぼされる1521年まで長い時間をかけて次々に造り直され、支配者（トラトアニ）の仕事のひとつにテンプロ・マヨールを拡張することがあった。古いピラミッドの上から新しいピラミッドを築き、少なくとも7つの段階が確認されている。最終的に高さ40メートルから50メートルに達し、底部は約82メートル四方になった。
テンプロ・マヨールの手前には円形の低い建物があり、エエカトルの神殿になっていた。聖域内には球戯場と頭蓋骨置き場（ツォンパントリ）もあった。ほかにシペ・トテック、テスカトリポカなどの神々のための神殿や、ジャガーの戦士と鷲の戦士のための館、および貴族の子供を教える学校（カルメカク）もあった。
16世紀にやってきたエルナン・コルテスおよびアステカに敵対する現地人の同盟によって、テンプロ・マヨールは破壊された。

## 発掘

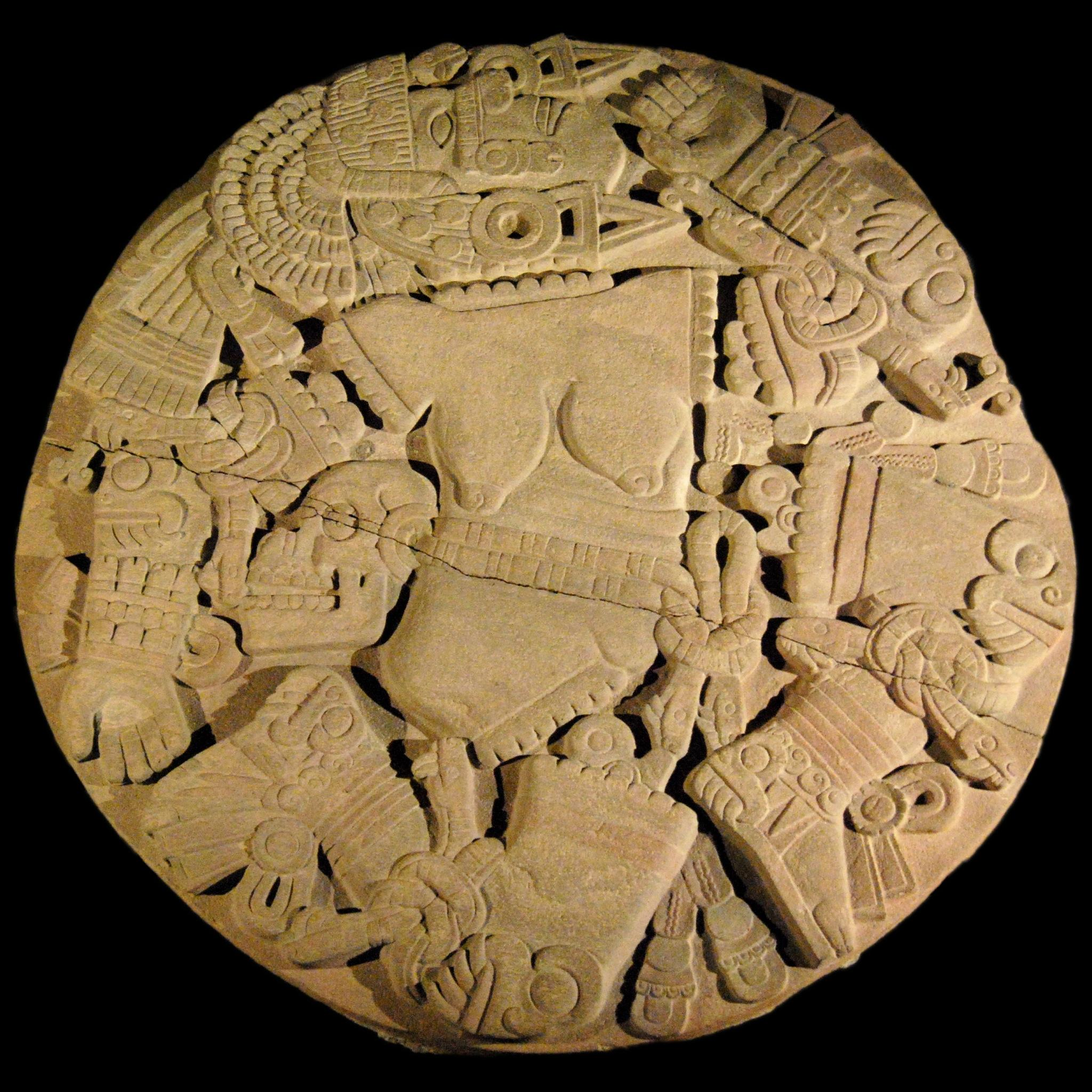
コヨルシャウキの円板

メキシコの考古学者・建築家であるイグナシオ・マルキナ(1888-1981)は、テンプロ・マヨールほかの建造物が今のメキシコシティのどこにあったかを地図に描いた。しかし、500年ちかくも前に破壊された建物の基礎がそのまま残っていると考える人はなかった。
1978年、電力会社の工事中に直径3.25メートルの巨大な円板状の遺物が偶然発見された。遺物に描かれているのは殺されたコヨルシャウキであることが後に判明した。メキシコ政府は事態を重くみて、同年エドゥアルド・マトス・モクテスマの主導する大規模な発掘プロジェクトが開始した。1970年代から1980年代にかけてテンプロ・マヨールとその周辺の建造物の発掘を行った。
イグナシオ・マルキナの地図にしたがって、円板の発見地点からさらに西に掘りすすむと、テンプロ・マヨールのピラミッドの下の方の段が出てきた。テンプロ・マヨールの上には、それ自身歴史的に高い価値を持つスペイン統治時代の建物が建っていたが、発掘のためにこれらは破壊された。

## 遺物
テンプロ・マヨールの各層から大量の奉納物が発見されている。コヨルシャウキの円板や、多数の人身御供が捧げられているのは、ウィツィロポチトリがコヨルシャウキを殺した伝説の再現と考えられる。
しかしもっと多いのはトラロックに奉納された物で、100ちかくがある。珊瑚、貝殻、ワニなどの水を象徴すると見られる物、またはこれらの物を描いた石器や土器が奉納された。また、アステカ帝国やテノチティトランをたたえるための奉納物も多かった。